# Kuchnia Balearów
Kuchnia Balearów – zaliczana do kuchni śródziemnomorskiej, ma jednak cechy, które wyróżniają ją od innych kuchni typu śródziemnomorskiego. Duży wpływ mają ograniczenia terytorialne i morskie położenie wysp, a także klimat i historia. 

## Zwyczaje kuchni balearskiej
Posiłki spożywane są tutaj znacznie wcześniej w jakiejkolwiek części Hiszpanii. Są one bardziej zbliżone do zwyczajów środkowoeuropejskich niż śródziemnomorskich. Do obiadu zasiada się około godziny pierwszej po południu, a do kolacji około ósmej wieczór. Te nietypowe jak na Hiszpanię pory spożywania posiłków są wynikiem dużego napływu turystów, których obecność ma znaczący i widoczny wpływ na życie mieszkańców wysp.
Posiłek zazwyczaj zaczyna się od drobnej przystawki, tzw. tapas, co jest typowo hiszpańskim zwyczajem. Następnie przechodzi się do dania głównego, po którym obowiązkowo następuje deser. Do posiłku najczęściej pija się lekkie wino.
Podstawą diety mieszkańca archipelagu Balearów jest wieprzowina i warzywa. Często również ryby i owoce morza.

## Wpływy zagraniczne
Zanim Baleary dostały się pod wpływy niedalekiej Katalonii swoje ślady w tutejszej gastronomii pozostawiły poprzednio panujące tutaj ludy jak: Fenicjanie, Rzymianie, Wizygoci oraz Maurowie. Oliwki sprowadzili na wyspę Rzymianie, migdały i pomarańcze Maurowie, papryka, pomidory i ziemniaki przywędrowały na wyspę z hiszpańskich kolonii, a Brytyjczycy zapoczątkowali przemysł mleczny.
Nieodłącznymi elementami krajobrazu wysp są: gaje oliwne, drzewka migdałowe lub figowe.
Prostota kuchni Balearów nie bierze się z ubóstwa ich dawnych czy też obecnych mieszkańców, ale z niesprzyjających warunków do uprawy roślin. Gleby archipelagu są ubogie w minerały wapienne. Majorka i sąsiadujące z nią mniejsze wyspy od starożytności były łakomym kąskiem dla najeźdźców aspirujących do zawładnięcia wodami Morza Śródziemnego oraz piratów. Sprawiło to, że wyspiarze nauczyli się być samowystarczalni, opierając swoją dietę na tym, co byli w stanie sami wyhodować na mało żyznej glebie swoich wysp, niż na eksportowanych produktach.

## Tradycyjne potrawy kuchni balearskiej

### Tradycyjne potrawy Majorki
- Frit mallorquí – podroby smażone na oliwie z oliwek z ziemniakami, zielonymi papryczkami, cebulą i czosnkiem.
- Tumbet – smażone na oliwie warzywa: bakłażan, czerwona papryka, pomidory, ziemniaki, czosnek, z dodatkiem pietruszki. Tumbet serwowany jest w restauracjach jako danie główne albo jako tapas, czyli popularne w całej Hiszpanii przekąski podawane do napojów.
- Arrós brut – w dosłownym tłumaczeniu brudny ryż. Lokalna wariacja na temat hiszpańskiej paelli. Danie przyrządzane tradycyjnie z zajęczego mięsa (często zastępowane wieprzowiną, drobiem lub królikiem) i warzyw: cebuli, karczochów, pomidorów, podawane z ryżem w głębokim talerzu i spożywane łyżką.

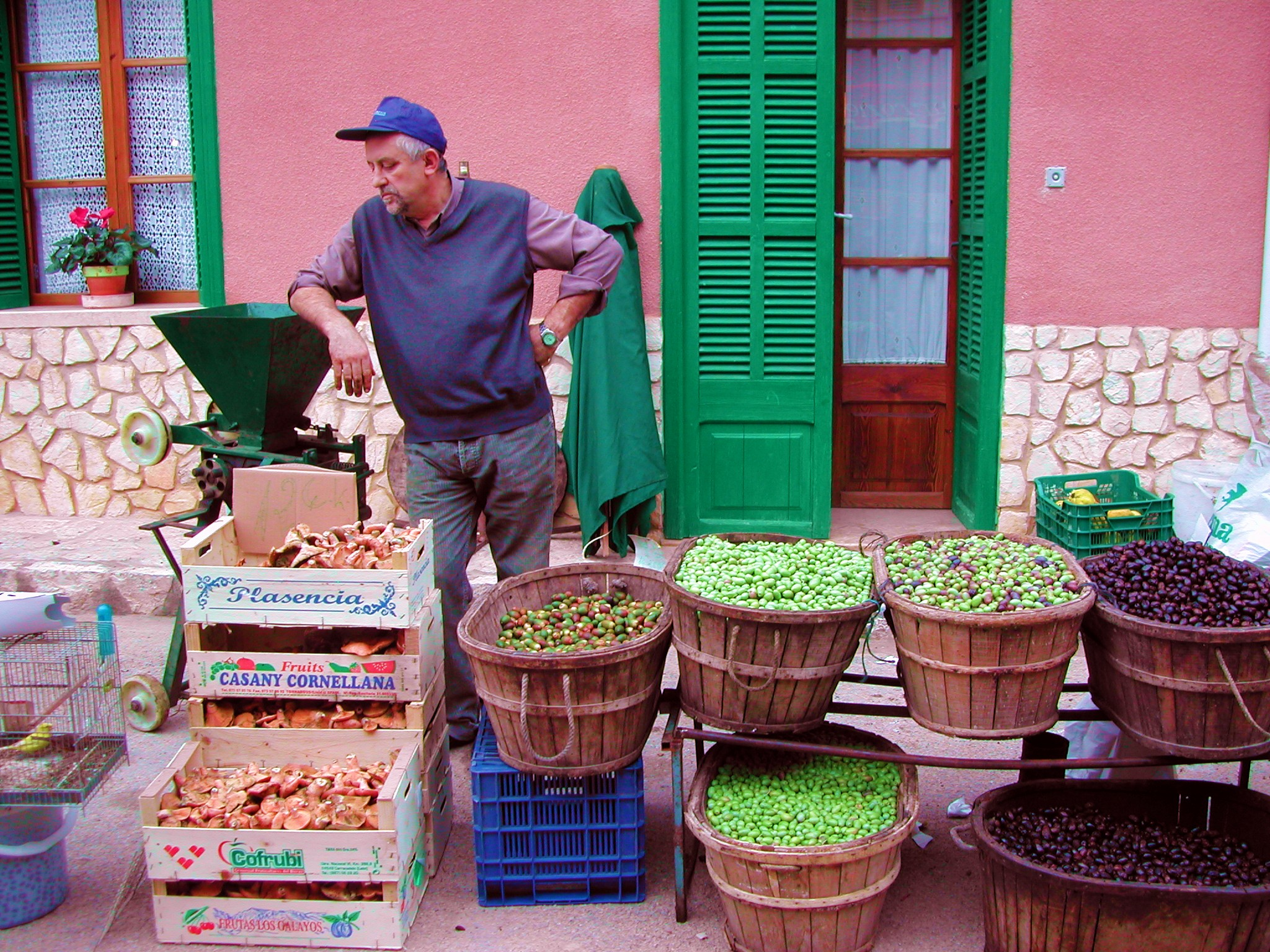
Targ na Majorce

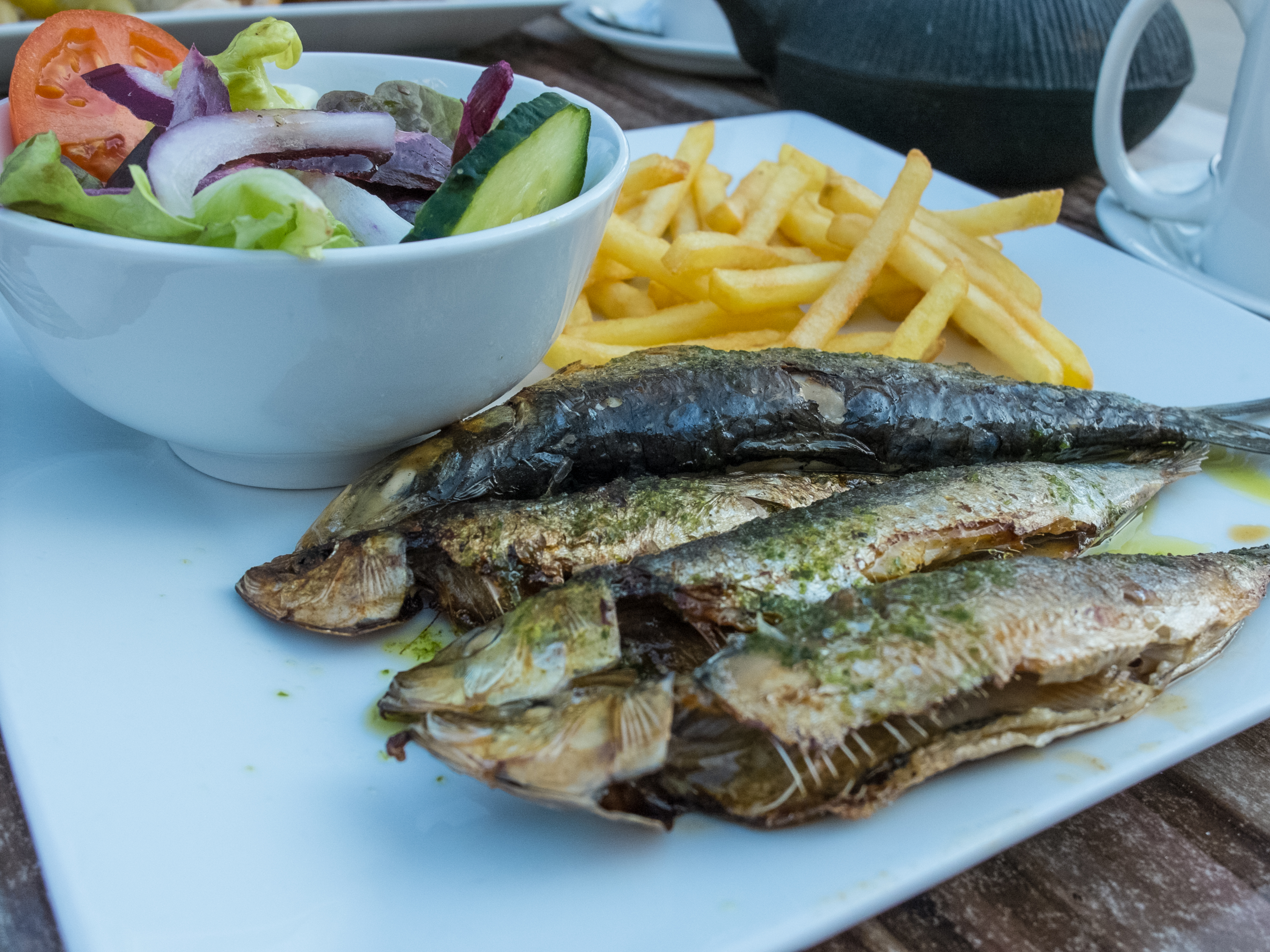
Pieczone sardynki

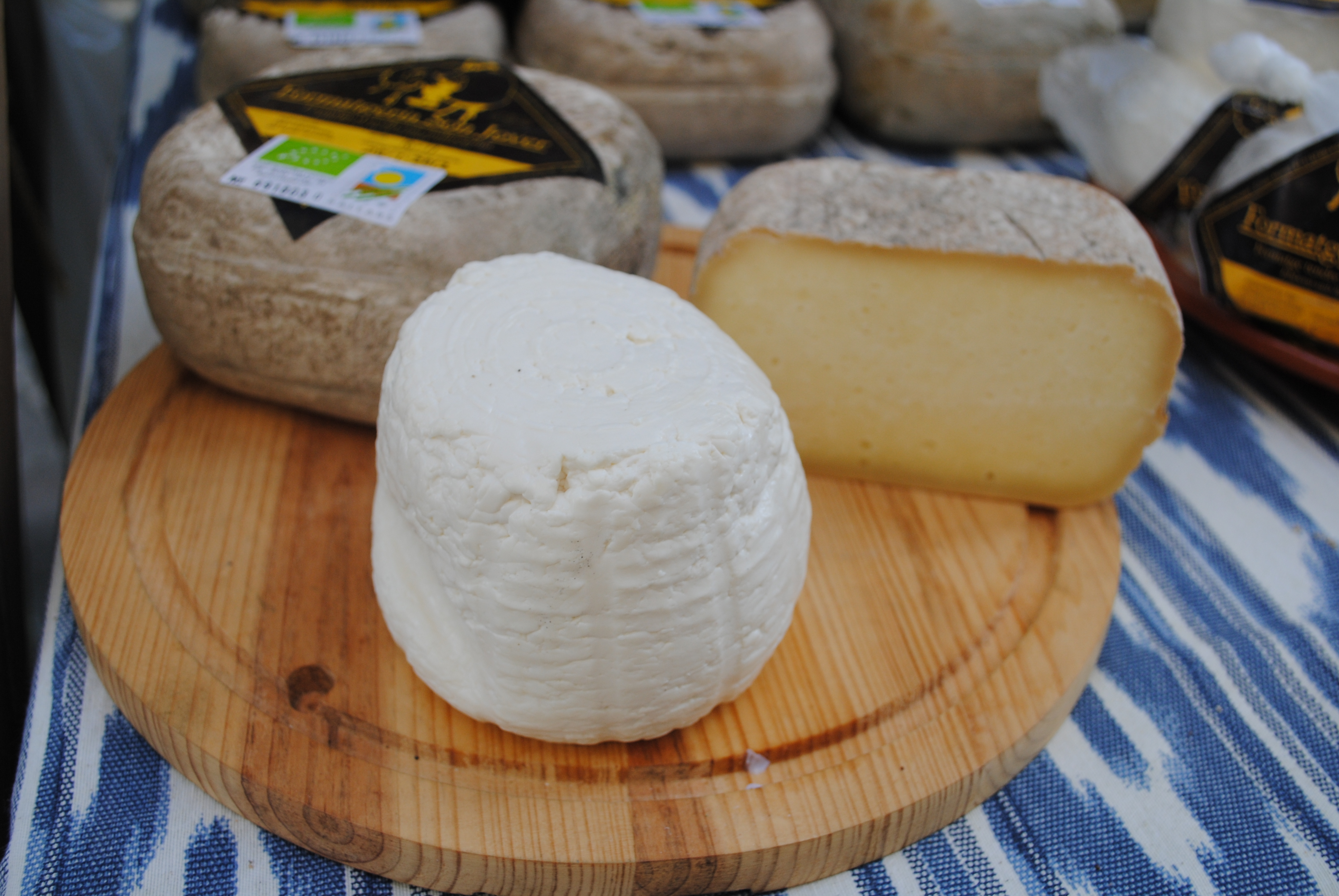
Majorkańskie sery

- Sopas malloquínas – miska ugotowanych warzyw i cienko pokrojonego chleba zalana bulionem, spożywana łyżką.  Dobór warzyw zależy od indywidualnego gustu kucharza oraz sezonu; można spotkać także wersje z dodatkiem mięsa lub grzybów.
- Capó al Rei en Jaume – czyli indyk króla Jakuba. Pojawia się na stołach niezwykle rzadko, najczęściej na Boże Narodzenie. Drób pojawia się w majorkańskim domu sporadycznie, zazwyczaj na specjalne okazje. Nadziewa się go jabłkami, rodzynkami i bułką tartą.
- Sobrassada – to najsłynniejszy lokalny produkt, wykorzystywany w kuchni od XVII wieku. Jest to surowa, suszona kiełbasa wieprzowa, przyprawiona solą, rozmarynem, tymiankiem i oregano, słodką lub ostrą papryką, obligatoryjnie pieprzem. Wytwarza się ją z miejscowej, czarnoskórej rasy świń zwanej porc negre lub porcella, wypasającej się na wolności w gajach oliwnych i lasach śródziemnomorskich Majorki. Ich naturalną dietę stanowią dziko rosnące rośliny strączkowe, lucerna, kasztany i figi. Naturalny konserwant dla tej wędliny stanowi słodka (rzadziej pikantna), mielona papryka pimentón. Sobrassada jest tak miękka, że można ją rozsmarowywać na chlebie niczym pasztet. Dawniej suszono ją w domowych piwnicach przez okres od 12-15 miesięcy. Obecnie suszy się ją przez zaledwie 7 tygodni w pomieszczeniach z kontrolowaną temperaturą i wilgotnością. Jej nazwa i sposób wytwarzania jest prawnie chroniony przez Unię Europejską jako produkt lokalny i występuje w 3 podstawowych wersjach: pikantnej, łagodnej oraz z mocnym akcentem ziołowym.
- Allioli – sos z mocną nutą czosnku, uważany za pierwowzór majonezu. Różnorodnie wykorzystywany, jako dodatek do mięsa, chleba itd.
- Empanada mallorquína – pieczony pieróg, którego farsz składa się z baraniny, boczku i sobrassady.
- Pa amb oli – to bardziej przekąska niż danie, jednak znajdziemy je w każdej lokalnej restauracji czy barze, a nie jeden Majorkanin zrezygnowałby dla pa amb oli z wykwintnej kuchni. Jest to opiekany wiejski chleb, polany oliwą z oliwek i natarty czosnkiem. Występuje również w bardziej urozmaiconych wersjach z pomidorem, salami, serem, rukolą, sobrassadą, a nawet owocami morza, w zależności od gustu i apetytu. W dzisiejszych czasach w tawernach i barach tapas serwuje się go z przeróżnymi dodatkami (warzywnymi, rybnymi czy też mięsnymi).
- Sola a la mallorquína – duszona ryba sola serwowana ze smażonymi ziemniakami z dodatkiem czosnku i rodzynek.
- Serviola a la mallorquína – zapiekana ryba z dodatkiem sosu pomidorowego z dodatkiem orzeszków pinii i rodzynek.
- Ensaimada  - deser, największy przysmak Majorki. Tradycyjne ciasto w kształcie ślimaka. Tajemnicą niezwykłego smaku jest proces fermentacji, jakiemu ulega ciasto wyrabiane z wody, jajek, mąki, cukru i tłuszczu wieprzowego. Spotykana w dwóch wariantach: ze śmietanowym, słodkim kremem lub z bakaliami i dużą ilością migdałów. Dawniej spożywana tylko w wielkie święta, dzisiaj pomimo rozpowszechnienia, nie może jej zabraknąć na stole podczas żadnego ważniejszego wydarzenia. Dawniej jej wielkość świadczyła o zamożności rodziny. Podobnie jak sobrassada jest chroniona przez Unię Europejską.
- Gatos de Mallorca – ciastka migdałowe, podawane z lodami waniliowymi.
- Coca – chrupiący placek przypominający nieco pizzę. Przystraja się go tutaj różnorodnymi dodatkami, tym co odróżnia go od włoskiego kuzyna jest kształt (można go formować w dowolny sposób) oraz zauważalny brak sera. Wyśmienitym smakiem wyróżnia się coca d’espinacs, a dodatkiem na ciasto oprócz liści szpinaku są orzeszki piniowe i rodzynki. Warto skosztować również coca amb pinxes (z sardynkami), coca amb trempó (przykryta sałatką warzywną na bazie papryki, cebuli i pomidorów) lub coca amb sobrasada (z plasterkami miejscowej, pikantnej wędliny).
- Burrida de ratjada - płaszczka z migdałami.
- Mero al forn - pieczony strzępiel z kapustą rzymską, pomidorami, cebulą i czosnkiem
- Cordonices con higos - pieczone przepiórki w pysznym sosie na bazie fig, białego wina i gorzkiej czekolady
- Escaldums - pierś indyka duszona w sosie z migdałów, białego wina, bulionu drobiowego i pomidorów
- Conejo en salsa de almendras - królik w sosie migdałowym.

#### Napoje w kuchni Majorki
Do wszystkich tradycyjnych potraw najczęściej spożywane jest lokalnie produkowane wino:
- Vi de Binissalem - wino z Binissalem,
- Vi de Pla i Llevant - wino z Pla i Llevant,
- Vi de la terra de Serra de Tramuntana – Costa Nord - Wino z regionu Gór Tramuntana – północne wybrzeże Majorki.

Ponadto produkuje się tutaj lokalny likier palo de Mallorca – czarny, gęsty syrop ze stopionego cukru i kory drzewa chinowego. Stosowany jest jako lek na gorączkę i bóle żołądka. Pijany jest również dla przyjemności, w rozcieńczonej formie z wodą sodową. Popularne są również ziołowe nalewki hierbas de Mallorca, ich głównymi składnikami jest tymianek, mięta i anyż. Jeżeli chodzi natomiast o trunki bezalkoholowe na Majorce produkuje się horchata d’ametla – orzeźwiający napój migdałowy.

### Tradycyjne potrawyMinorki

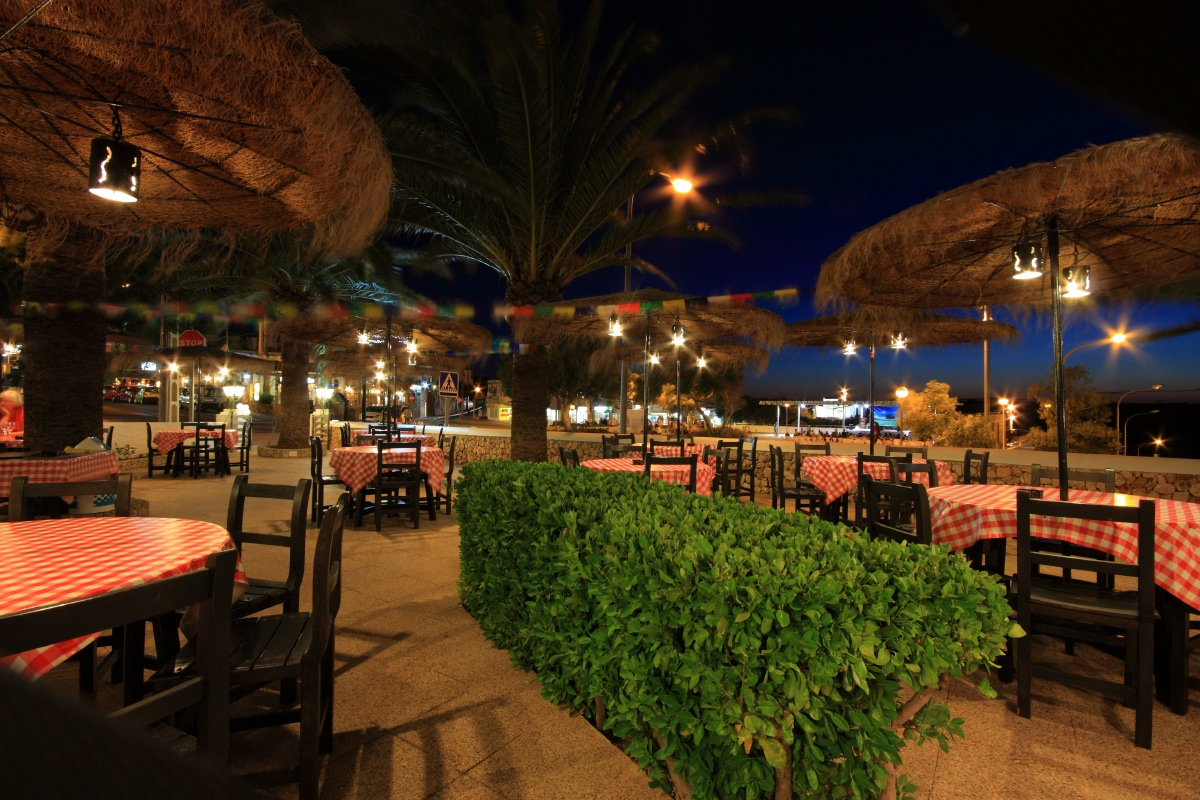
Restauracja na Minorce

- Caldereta de langusta - gęsta zupa z homara gotowana w kociołku, pochodzi z miasteczka Fornells.
- Berenjenas rellenas a la menorquina - bakłażany faszerowane warzywami, a czasem mięsem i rybą, polewane sosem pomidorowym.
- Mahón-Menorca – rodzaj żółtego sera, z którego produkcji słynie Minorka, tradycje jego produkcji mają już 3000 lat.
- Dżin Xoriguer z Maó – najsłynniejszy trunek, wyróżniający się wykwintnym wytrawnym smakiem z wyraźnym aromatem jałowca i delikatnie wyczuwalnym posmakiem drewna.

Dżin Xoriguer z Maó i Mahón-Menorca są produktami regionalnymi prawnie chronionymi przez Unię Europejską.

### Tradycyjne potrawy kuchniIbizy
- Tonyina a l’eivissenca – tuńczyk po ibizyjsku duszony w sosie przyrządzanym z marchewki, cebuli, pomidorów, zielonych papryczek, nasion sosny, rodzynek, soku z cytryny i białego wina wytrawnego oraz przypraw – głównie papryki i majeranku.
- Borrida de Rajada - danie przyrządzane z płaszczki z dodatkiem ziemniaków, jajek, pietruszki, czosnku, smażonego chleba, prażonych migdałów, szafranu i oliwy z oliwek.

### KuchniaFormentery
Kuchnia Formentery wyróżnia się na tle innych wysp archipelagu tylko jedną tradycyjną potrawą:
- Quisat de peix - danie z duszonej ryby i owoców morza oraz ziemniaków.